# Кореб
Кореб (грч. Κόροιβος) је у грчкој митологији био Аргивац, оснивач града Триподиска.

## Митологија
У току владавине краља Кротопа у Аргу, његова кћерка Псамата је богу Аполону родила сина Лина, али га је оставила у шуми где су га растргли пастирски пси. То је толико расрдило Аполона, да је на Арг послао чудовиште Пену, које је мајкама отимало и прождирало децу. Кореб је успео да је убије, али је то изазвало нову навалу беса бога и он је послао кугу на Арг. Зато је Кореб одлучио да оде на Делфе, у Аполоново пророчиште и да прихвати казну за убиство које Аполону није било по вољи. Тамо му је Питија наредила да се не враћа у Арг, већ да из светилишта узме троножац и да се настани тамо где му тај свети предмет испадне из руку. То се десило на брду Геранији и ту је подигао град Триподиск, али и светилиште Аполону. Коребов гроб се налазио на тргу у Мегари.

## Друге личности
- Фрижанин, Мигдонов син, који је дошао у Троју да би просио Касандру. Учествовао је у тројанском рату и убио га је Неоптелем, Диомед или Пенелеј.[2][3]
- Један од бранитеља Тебе у рату седморице против Тебе, кога је убио Партенопеј.[4]